# Jamina Roberts
Jamina Caroline Roberts (Göteborg , 28 mei 1990) is een Zweedse handbalspeler die lid is van het Zweedse nationale team.

## Carrière

### Club
Jamina Roberts begon met handballen in de jeugd van IK Sävehof. Vanaf het seizoen 2009/10 behoorde de linkeropbouwster tot het eerst team van Sävehof. Met Sävehof won ze het kampioenschap in 2010, 2011, 2012, 2013 en 2014. In de zomer van 2014 maakte ze de overstap naar de Deense eersteklasser Tvis Holstebro. Met Holstebro won ze de EHF European League in 2015 en EHF Cup Winners' Cup in 2016. in de zomer van 2016 keerde ze voor één seizoen ze terug naar IK Sävehof. Het seizoen daarna ging ze in Hongarije spelen voor Érdi NK. Na één seizoen in Hongarije maakte ze in 2018 de overstap naar de Deense eersteklasser Randers HK. In februari 2020 pauzeerde ze haar carrière vanwege zwangerschap. In augustus 2020 keerde Roberts opnieuw terug naarr IK Sävehof, waarmee ze in seizeon 2021/22 het Zweedse kampioenschap won. In de zomer van 2022 maakte ze een transfer naar de Noorse eersteklasser Vipers Kristiansand. Ze is de Zweedse handbalspeler van het jaar 2022. Met de Vipers won ze de EHF Champions League en tweemaal het Noorse kampioenschap en de beker. Na het faillissement van de club in januari 2025 stapte ze over naar het Deense Ikast Håndbold.

### Nationaal Team
Roberts debuteerd in 2010 voor het Zweedse nationale team. Het EK 2010 was haar eerste toernooideelname. Roberts scoorde in de loop van het toernooi drie doelpunten en was verliezende finalist met Zweden. Een jaar later eindigde ze met Zweden als negende op het WK 2011 in Brazilië. In de zomer van 2012 nam ze met het Zweedse team deel aan de Olympische Spelen in Londen. Zweden eindigde daar als elfde. In 2021 maakte ze ook deel uit van de Zweedse EK-ploeg, die als achtste eindigde. In 2014 won ze met de Zweedse ploeg brons op het EK. In 2016 behoorde ze tot de Zweedse selectie voor de Olympische Spelen in Rio de Janeiro en later dat jaar tot de selectie voor de Europese Kampioenschappen. Daarna deed ze mee aan Wereldkampioenschappen van 2017 en de Europese Kampioenschappen van 2018. In 2021 mocht ze in Tokio aantreden voor haar derde Olympische Spelen. Op dat toernooi werd ze geselecteerd voor het All-Star Team. Op de Europese kampioenschappen van 2022 scoorde ze in de wedstrijd om de 5e plaats haar honderdste EK-doelpunt.

## Privé
Roberts heeft een relatie met de Zweedse handbalspeler Emil Berggren, waarmee ze een zoon heeft. Haar vader, James, is een bodybuilder met Arubaanse roots, die de bronzen medaille won op de wereldkampioenschappen en zilver op het europees kampioenschap.